# Neil Broad
Neil Broad (Città del Capo, 20 novembre 1966) è un ex tennista sudafricano naturalizzato britannico.

## Carriera
Raggiunse il suo best ranking in singolare l'8 maggio 1989 con la 84ª posizione mentre nel doppio divenne il 9 aprile 1990, il 9º del ranking ATP.
Specialista del doppio, ha vinto in carriera sette tornei del circuito ATP e in ben diciassette altre occasioni ha raggiunto la finale uscendone sconfitto. Il risultato di maggior rilievo è però rappresentato dalla medaglia d'argento ottenuta nei Giochi Olimpici di Atlanta nel 1996; in quell'occasione, in coppia con il connazionale Tim Henman fu superato dagli australiani Todd Woodbridge e Mark Woodforde in tre set.
Ha fatto parte della squadra britannica di Coppa Davis dal 1992 al 2000 con un bilancio di quattro vittorie e sette sconfitte sempre in doppio.

## Statistiche

### Singolare

#### Vittorie (0)
| Legenda tornei minori |
| Challenger (2)        |
| Futures (0)           |

| Numero | Data           | Torneo                                | Superficie | Avversario in finale | Punteggio     |
| 1.     | 4 luglio 1988  | Dublin Challenger, Dublino            | Sintetico  | Tobias Svantesson    | 7-6, 4-6, 6-3 |
| 2.     | 18 luglio 1988 | Johannesburg Challenger, Johannesburg | Cemento    | Piet Norval          | 3-6, 6-4, 6-4 |

### Doppio

#### Vittorie (7)
| Legenda                                                      |
| Grande Slam (0)                                              |
| ATP Tour World Championships / Tennis Masters Cup (0)        |
| ATP Super 9 / Tennis Masters Series (0)                      |
| ATP Championships Series / ATP International Series Gold (0) |
| ATP World Series / ATP International Series (7)              |

| Numero | Data              | Torneo                                             | Superficie    | Compagno         | Avversari in finale                | Punteggio     |
| 1.     | 2 gennaio 1989    | South Australian Open, Adelaide                    | Cemento       | Stefan Kruger    | Mark Kratzmann Glenn Layendecker   | 6-2, 7-6      |
| 2.     | 24 luglio 1989    | Sovran Bank Classic, Washington                    | Cemento       | Gary Muller      | Jim Grabb Patrick McEnroe          | 7-6, 6-1      |
| 3.     | 1º ottobre 1990   | Grand Prix de Tennis de Toulouse, Tolosa           | Cemento (i)   | Gary Muller      | Michael Mortensen Michiel Schapers | 7-6, 6-4      |
| 4.     | 3 febbraio 1992   | Milan Indoor, Milano                               | Sintetico (i) | David Macpherson | Sergio Casal Emilio Sánchez        | 5-7, 7-5, 6-4 |
| 5.     | 8 agosto 1994     | Internazionali di Tennis di San Marino, San Marino | Terra rossa   | Greg Van Emburgh | Jordi Arrese Renzo Furlan          | 6-4, 7-6      |
| 6.     | 27 luglio 1998    | Croatia Open Umag, Umago                           | Terra rossa   | Piet Norval      | Jiří Novák David Rikl              | 6-1, 3-6, 6-3 |
| 7.     | 14 settembre 1998 | Brighton International, Bournemouth                | Terra rossa   | Kevin Ullyett    | Wayne Arthurs Alberto Berasategui  | 7-6, 6-3      |

| Legenda tornei minori |
| Challenger (6)        |
| Futures (0)           |

| Numero | Data              | Torneo                                    | Superficie    | Compagno      | Avversari in finale              | Punteggio     |
| 1.     | 14 dicembre 1987  | Port Elizabeth Challenger, Port Elizabeth | Cemento       | Stefan Kruger | Craig Boynton Tom Mercer         | 4-6, 6-4, 6-2 |
| 2.     | 21 dicembre 1987  | Capetown Challenger, Città del Capo       | Cemento       | Stefan Kruger | Mike Bauer Luke Jensen           | 6-4, 6-2      |
| 3.     | 4 luglio 1988     | Dublin Challenger, Dublino                | Sintetico     | Stefan Kruger | Alexandre Hocevar Marcos Hocevar | 4-6, 7-5, 7-6 |
| 4.     | 12 settembre 1988 | Johannesburg Challenger, Johannesburg     | Erba          | Stefan Kruger | Brent Haygarth Byron Talbot      | 7-6, 6-4      |
| 5.     | 14 febbraio 1994  | Challenger DCNS de Cherbourg, Cherbourg   | Sintetico (i) | Johan De Beer | Donald Johnson Kent Kinnear      | 7-6, 2-6, 6-3 |
| 6.     | 11 luglio 1994    | Newcastle Challenger, Newcastle upon Tyne | Cemento       | Simon Youl    | Joshua Eagle Tom Kempers         | 6-4, 6-7, 6-4 |

#### Sconfitte in finale (17)
| Numero | Data              | Torneo                                        | Superficie    | Compagno         | Avversari in finale                | Punteggio        |
| 1.     | 10 luglio 1989    | Hall of Fame Tennis Championships, Newport    | Erba          | Stefan Kruger    | Patrick Galbraith Brian Garrow     | 6-2, 5-7, 3-6    |
| 2.     | 12 febbraio 1990  | Toronto Indoor, Toronto                       | Sintetico (i) | Kevin Curren     | Patrick Galbraith David Macpherson | 6-3, 3-6, 4-6    |
| 3.     | 6 agosto 1990     | Cincinnati Open, Cincinnati                   | Cemento       | Gary Muller      | Darren Cahill Mark Kratzmann       | 6-7, 4-6         |
| 4.     | 24 settembre 1990 | Swiss Indoors, Basilea                        | Cemento (i)   | Gary Muller      | Stefan Kruger Christo van Rensburg | 6-4, 6-7, 3-6    |
| 5.     | 19 ottobre 1992   | Grand Prix de Tennis de Lyon, Lione           | Sintetico (i) | Stefan Kruger    | Jakob Hlasek Marc Rosset           | 1-6, 3-6         |
| 6.     | 19 aprile 1993    | Seoul Open, Seul                              | Cemento       | Gary Muller      | Jan Apell Peter Nyborg             | 7-5, 6-7, 2-6    |
| 7.     | 7 giugno 1993     | Queen's Club Championships, Londra            | Erba          | Gary Muller      | Todd Woodbridge Mark Woodforde     | 4-6, 7-6, 3-6    |
| 8.     | 6 giugno 1994     | ATP Firenze, Firenze                          | Terra rossa   | Greg Van Emburgh | Jon Ireland Kenny Thorne           | 6-7, 3-6         |
| 9.     | 26 settembre 1994 | Campionati Internazionali di Sicilia, Palermo | Terra rossa   | Greg Van Emburgh | Tom Kempers Jack Waite             | 6-7, 4-6         |
| 10.    | 24 luglio 1995    | Dutch Open, Amsterdam                         | Terra rossa   | Wayne Arthurs    | Marcelo Ríos Sjeng Schalken        | 6-7, 2-6         |
| 11.    | 15 aprile 1996    | Torneo Godó, Barcellona                       | Terra rossa   | Piet Norval      | Luis Lobo Javier Sánchez           | 6-2, 4-6, 4-6    |
| 12.    | 17 giugno 1996    | Nottingham Open, Nottingham                   | Erba          | Piet Norval      | Mark Petchey Danny Sapsford        | 7-6, 6-7, 4-6    |
| 13.    | 22 luglio 1996    | Giochi Olimpici, Atlanta                      | Cemento       | Tim Henman       | Todd Woodbridge Mark Woodforde     | 4-6, 4-6, 2-6    |
| 14.    | 30 settembre 1996 | Grand Prix de Tennis de Lyon, Lione           | Sintetico (i) | Piet Norval      | Jim Grabb Richey Reneberg          | 2-6, 1-6         |
| 15.    | 5 maggio 1997     | ATP German Open, Amburgo                      | Terra rossa   | Piet Norval      | Luis Lobo Javier Sánchez           | 2-6, 6-3, 4-6    |
| 16.    | 2 marzo 1998      | ABN AMRO World Tennis Tournament, Rotterdam   | Sintetico (i) | Piet Norval      | Jacco Eltingh Paul Haarhuis        | 6-7, 3-6         |
| 17.    | 15 febbraio 1999  | ABN AMRO World Tennis Tournament, Rotterdam   | Sintetico (i) | Peter Tramacchi  | David Adams John-Laffnie de Jager  | 7–6(5), 3-6, 4-6 |